# Az én apám
Az én apám Pápai Joci dala, A Dal 2019 győztese, Magyarország versenydala a 2019-es Eurovíziós Dalfesztiválon. 
A dal hivatalosan 2018. december 23-tól tölthető le, aznap töltötte fel a hivatalos YouTube-csatornájára az előadó, három héttel azután, hogy bejelentették, hogy ez a mű részt vesz a 2019-es Eurovíziós Dalfesztivál magyarországi előválogatóján, A Dalban. Pontosan két évvel azelőtt, 2016. december 23-án mutatták be az Origo, korábbi Dal-győztes szám videóklipjét. A dal zenéjét Pápai Joci és Molnár Ferenc Caramel, míg a szövegét Molnár Ferenc Caramel szerezte. Az én apám 2019. január 24-én megjelent A Dal 2019 – A legjobb 30 válogatáslemezen is. A dalhoz készült videóklipet Jimy J. Hollywood rendezte.

## A Dalban
A produkciót először a február 2-i harmadik válogatóban adta elő, fellépési sorrendben hetedikként a Ruby Harlem Forró című dala után és Kyra Maradj még című dala előtt. A válogatóban 41 ponttal holtversenyben az első helyen végzett, így továbbjutott az elődöntőbe. A második elődöntőben február 16-án fellépési sorrendben kilencedikként a Ruby Harlem Forró című dala után lépett színpadra. 
Az elődöntőben 45 ponttal az első helyen végzett, így továbbjutott a verseny döntőjébe. A dalt utoljára a február 23-i döntőben adta elő fellépési sorrendben ötödikként a Fatal Error Kulcs című dala után, és Szekér Gergő Madár, repülj! című dala előtt. Pápai Joci dala a zsűritől 26 pontot kapott, így első helyen került be a négyes szuperfináléba.
A közönségszavazás lezárása után kiderült, hogy a legtöbb SMS szavazatot is Az én apám című dal kapta, így Pápai Joci nyerte a 2019-es válogatót és ő képviselheti Magyarországot a 64. Eurovíziós Dalfesztiválon, Tel-Avivban.

## A 2019-es Eurovíziós Dalfesztiválon
A 2019. május 14-én rendezett első elődöntőben, a szavazatok és a nemzetközi zsűrik pontjai alapján nem került be a dal a május 18-án megrendezésre kerülő döntőbe. Összesítésben 97 ponttal a 12. helyen végzett, 25 ponttal lemaradva a még éppen továbbjutó fehérorosz dal mögött.
2011 óta ez volt az első év, hogy a Magyarországot képviselő produkció nem jutott tovább az elődöntőből, továbbá ez a dal volt az utolsó, mely Magyarországot képviselte a versenyen, mivel az indulásért felelős MTVA nem nevezett többé előadót az Eurovíziós Dalfesztiválra.

### A produkció közreműködői
- Pápai Joci – ének
- Feng Ya Ou Ferenc – vokál
- Katona Petra – vokál